# Pierre-Isidore Bureau
Pour les articles homonymes, voir Bureau.
 (juin 2017).
Si vous disposez d'ouvrages ou d'articles de référence ou si vous connaissez des sites web de qualité traitant du thème abordé ici, merci de compléter l'article en donnant les références utiles à sa vérifiabilité et en les liant à la section « Notes et références ».

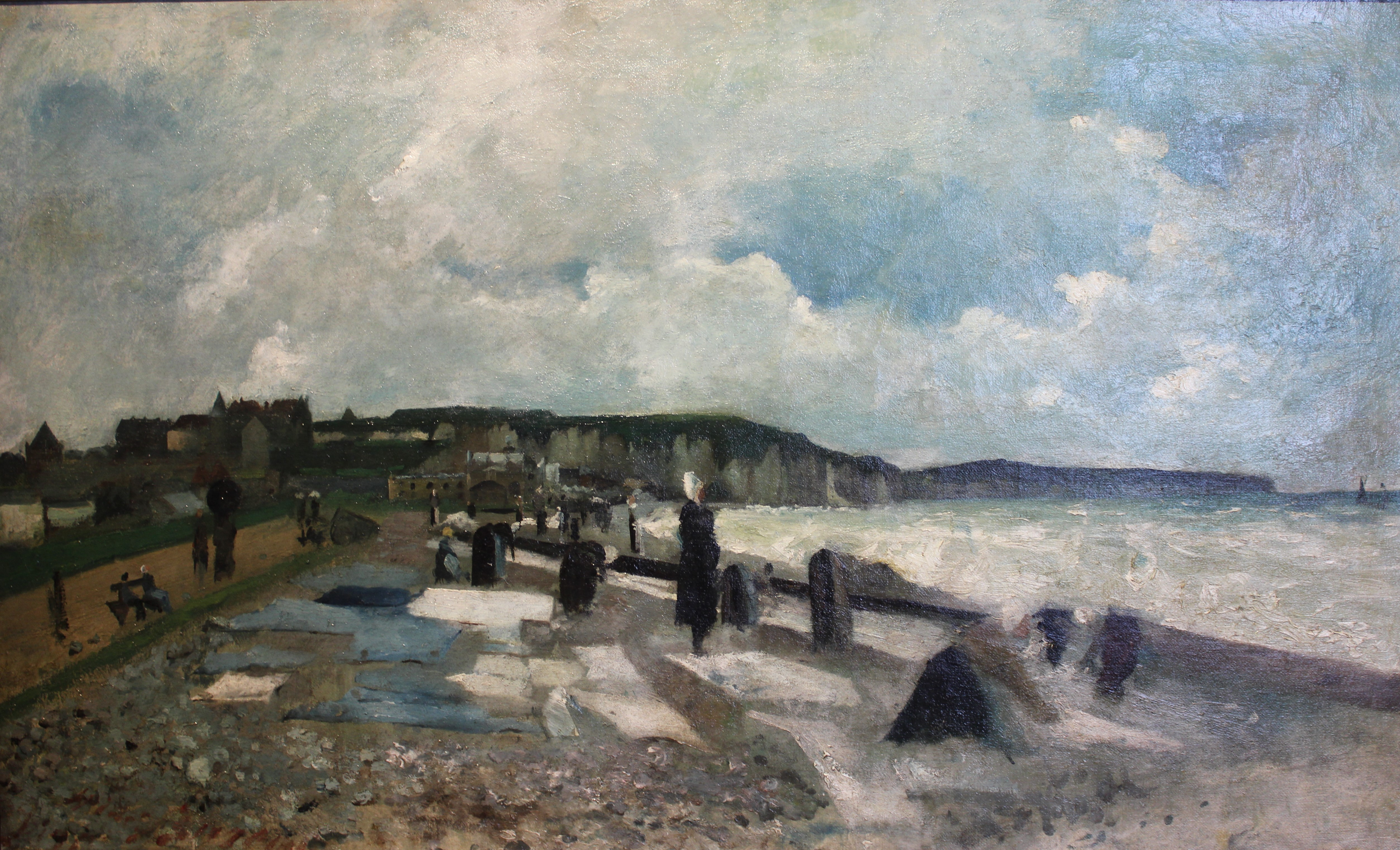
Pierre Isidore Bureau, Plage de Dieppe

Pierre-Isidore Bureau est un peintre impressionniste français, né à Paris (ancien 9e arrondissement) le 28 février 1822 et mort à Parmain le 8 juin 1876. 

## Biographie
Pierre-Isidore Bureau expose au Salon de 1865 à 1876. En 1874, il organise avec quelques artistes une société anonyme coopérative d'artistes peintres, sculpteurs, graveurs, à capital et personnel variables afin de présenter des expositions libres, sans jury et sans récompense honorifique. En 1874, il est présent à la Première exposition des peintres impressionnistes. 
Peintre paysagiste, il affectionne les effets nocturnes notamment dans ses toiles intitulées Bords de l’Oise (Isle-Adam), Clair-de-lune et La Route[réf. nécessaire]. Il participe à la deuxième exposition en 1876 (il y en aura huit jusqu'en 1886) et meurt la même année.
Ses œuvres sont présentes dans les collections publiques du château de Dieppe, du musée d'art et d'histoire Louis-Senlecq de L'Isle-Adam et du musée de l'Oise de Beauvais.
Il se marie le 26 août 1869 à 46 ans avec Aimée Alexandrine Boulard (1844-1907) et est donc très proche de la famille Boulard et notamment du peintre Auguste Boulard père  (1825-1897) son demi-frère, du peintre et sculpteur Auguste Boulard fils  (1852-1927) ainsi que du peintre Émile-Alexandre Boulard (1863-1943). Ils auront un fils, Paul Bureau, le 10 juillet 1874, qui décèdera également très jeune en 1915 à l'âge de 41 ans. Héritier des oeuvres collectionnées par son père Pierre-Isidore, la « Collection Paul Bureau »  fut mise en vente en 1927.